# Pułk Lekkiej Kawalerii mjr. Jędrzeja Świderskiego
Pułk Lekkiej Kawalerii mjr. Jędrzeja Świderskiego – polski oddział kawalerii wchodzący w skład wojsk powstańczych okresu insurekcji kościuszkowskiej.

## Formowanie
Pułk sformowany został na przełomie kwietnia i maja 1794 na terenie województwa mazowieckiego przez mjr. Jędrzeja Świderskiego.
Do 10 czerwca Świderski zebrał w ziemi nurskiej około 300 ludzi i 70 koni. Z pułkiem nie wrócił jednak do Warszawy, ani nie udał się na front, mimo że nad Narwią brakowało żołnierzy. Na wniosek płk. Walentego Kwaśniewskiego gen. lejtn. Józef Orłowski odwołał Świderskiego do stolicy, lecz ten lekceważył rozkazy. Realizując zalecenia naczelnika Tadeusza Kościuszki, nadal prowadził powolną rekrutację. 15 września, na skutek skarg obywatelskich, Kościuszko wezwał Świderskiego z pułkiem do Warszawy. Świderski rozkaz wykonał dopiero 20 października przyprowadzając ze sobą zaledwie 170 konnych. Zaproponował przy tym prezydentowi Ignacemu Zakrzewskiemu wysłanie swojego oddziału do Wielkopolski i wsparcie tamtejszego powstania. Propozycja nie została przyjęta, a Świderskiemu zarzucono „dekownictwo”  i razem z pułkiem posłano go w Radomskie do pomocy pełnomocnikowi Aleksandrowi Linowskiemu.